# Primera Manzana de Nicolás Romero
Primera Manzana de Nicolás Romero är en ort i Mexiko.   Den ligger i kommunen Angangueo och delstaten Michoacán de Ocampo, i den södra delen av landet, 120 km väster om huvudstaden Mexico City. Primera Manzana de Nicolás Romero ligger 2 629 meter över havet och antalet invånare är 328.
Terrängen runt Primera Manzana de Nicolás Romero är lite bergig. Runt Primera Manzana de Nicolás Romero är det ganska tätbefolkat, med 222 invånare per kvadratkilometer. Närmaste större samhälle är Mineral de Angangueo, 2,5 km sydost om Primera Manzana de Nicolás Romero. I omgivningarna runt Primera Manzana de Nicolás Romero växer i huvudsak blandskog.